# Kompas srca
Kompas srca je četrti album skupine Hiša. Album je bil posnet leta 1998 v Studiu Zlati zvoki na Izlakah. Izšel je istega leta pri ZKP RTV Slovenija.

## Seznam skladb
Vse pesmi je napisal in uglasbil Andrej Guček.
| Št. | Naslov                   | Dolžina |
| --- | ------------------------ | ------- |
| 1.  | „Kompas srca‟            | 5:22    |
| 2.  | „Na vzhodu mrak‟         | 4:26    |
| 3.  | „Spomin na maj‟          | 4:13    |
| 4.  | „Pesem za na pot‟        | 4:21    |
| 5.  | „V parku kamnitih besed‟ | 3:56    |
| 6.  | „Zakoni brez povelj‟     | 4:54    |
| 7.  | „Pričakovanje‟           | 7:16    |
| 8.  | „Poet‟                   | 3:55    |
| 9.  | „Mesto prihodnosti‟      | 4:01    |
| 10. | „Neštetič‟               | 5:31    |
| 11. | „Brez tebe‟              | 2:29    |
| 12. | „Še te ljubim‟           | 3:48    |

## Zasedba

### Hiša
- Andrej Guček – akustična kitara, električna kitara, klaviature, orglice, solo vokal
- Vili Guček – bas, vokal
- Martin Koncilja – električna in akustična ritem kitara, vokal
- Iztok Pepelnjak – bobni, tolkala, vokal

### Gostujoča glasbenika
- Primož Fleischman – sopran saksofon
- Davor Rodik – pedal steel kitara